# 藤森朋夫
藤森 朋夫（ふじもり　ともお、1898年7月18日 - 1969年8月29日）は、日本の歌人、国文学者。

## 人物
長野県諏訪郡四賀村（現・諏訪市四賀）出身。長野県諏訪中学校（現・長野県諏訪清陵高等学校）を経て、1925年に東京高等師範学校卒業、1929年東北帝国大学文学部国文科卒業。陸軍大学教授となる。戦時中は群馬県に疎開した。
1923年「アララギ」に加わり、島木赤彦、斎藤茂吉に師事。『万葉集』を中心とした上代文学を研究。1956年から1961年まで『茂吉研究』を発行。日本大学教授、東京女子大学教授、1964年定年退任、名誉教授。

## 著書
- 『冬岡 歌集』羽田書店 アララギ叢書 1942
- 『笹群 歌集』千日書房 アララギ叢書 1948
- 『日本文学史』金子書房 1954
- 『近代秀歌』明治書院 1959

編著
- 『斎藤茂吉の人間と芸術』編 羽田書店 1951

### 校注
- 『万葉集新選』中島光風共校註 大倉広文堂 1934
- 『万葉集総釈 巻第8』楽浪書院 1935
- 『万葉集 新註』編 明治書院 1953
- 『堤中納言物語新解』佐伯梅友共著 明治書院 1954
- 『日本古典全書　万葉集』全5巻　佐伯梅友,石井庄司共校註 朝日新聞社 1954-57

## 論文
- Cinii

## 注
1. ↑  日本人名大辞典